# The Story of Robin Hood
The Story of Robin Hood (voluit The Story of Robin Hood and His Merry Men) is een Britse film uit 1952, geregisseerd door Ken Annakin en uitgebracht door Disney. De film werd grotendeels opgenomen in Buckinghamshire, Engeland.
Het was de eerste Walt Disney-verfilming van de legende van Robin Hood. Achttien jaar later volgde er een animatieversie, Walt Disney's Robin Hood.
Het is een van de weinige Robin Hood-verfilmingen waarin  Eleanor , de moeder van Koning Richard en Prins John ook verschijnt.

## Verhaal
Robin schrijft zich samen met zijn vader in voor een boogschutterswedstrijd op het plaatselijk kasteel. Hij doet dit omdat hij verliefd is op Lady Marian en om indruk op haar te maken. Na de wedstrijd wordt onderweg Robins vader vermoord door huurlingen van Prins John. Robin zweert wraak en begint een leven te leiden als vrijbuiter in het Sherwoodbos. Hij verzamelt een groep volgelingen die zich de Merry Men noemen en zij wijden hun leven aan het bestrijden van Prins John, zijn volgelingen en de te hoge belastingen. Ze verdelen de buit vervolgens onder de armen.

## Rolverdeling
| Acteur                  | Personage             |
| ----------------------- | --------------------- |
| Richard Todd            | Robin Hood            |
| Joan Rice               | Maid Marian           |
| Peter Finch             | Sheriff of Nottingham |
| James Hayter            | Friar Tuck            |
| James Robertson Justice | Little John           |
| Martita Hunt            | Queen Eleanor         |
| Hubert Gregg            | Prince John           |
| Bill Owen               | Stutley               |
| Patrick Barr            | King Richard          |